# Fiona May
Fiona May, född 12 december 1969 i Slough, England, är en italiensk före detta friidrottare (längdhopp). 
May började tävla för England men 1994 gifte hon sig med en italiensk stavhoppare. May har två gånger blivit silvermedaljör vid OS och har även två VM-guld på sin meritlista. Mays personliga rekord är 7,11 meter från EM i Budapest 1998 där hon trots det fick se sig besegrad av den tyska fixstjärnan Heike Drechsler. 
May avslutade sin karriär 2005 och arbetar som modell och inom tevebranschen.
Fiona Mays dotter, Larissa Iapichino (f. 2002), är också längdhoppare men även häcklöpare. Hon vann guld vid U20-europamästerskapen 2019 i längdhopp med 6,58 meter.

### Webbkällor
Fakta på IAAFs hemsida